# Луцкий учебный курень
Луцкий учебный курень (укр. Луцький вишкільний курінь, неофициально), в сентябре 1941—1943 гг. официально именовался «Сельскохозяйственная служба Украины» (укр. Сільськогосподарча служба України, нем. Landdienst Ukraine) — учебное воинское формирование, созданное ОУН(б) при поддержке немецких оккупационных властей в 1941 г. Изначально именовался школой имени полковника Е. Коновальца. Когда в сентябре 1941 г. возникла угроза расформирования подразделения, то его руководство, под предлогом формирования сельскохозяйственных кадров на оккупированных территориях, переименовало его в «Сельскохозяйственную службу» и под этим прикрытием продолжило военное обучение своих курсантов. Ношение трезубца на пилотке было запрещено, вместо него введена новая эмблема — свастика, обрамлённая колосьями.
Курень имел форму и знаки различия военного образца (до 1942 г. — погоны, с 1942 г. — петлицы и нарукавные нашивки) и управлялся кадровыми военными ОУН. С 1943 г. перешёл на нелегальное положение и присоединился к воевавшим в лесах частям УПА.
Во главе куреня сменилось несколько командиров, однако фактическим руководителем был его начальник штаба, делегированный руководством ОУН(б) — Степан Коваль.